# 第11大栄丸
第11大栄丸（だい11だいえいまる）は長崎県平戸市の舘浦漁協所属の巻き網漁船。総トン数135トン。2009年4月14日午前8時過ぎ頃に沈没。

## 沈没の概要
第11大栄丸は、2009年4月14日の早朝、僚船と共に生月島の舘浦漁港を出航したが、九州南部を低気圧が通過中という気象条件下、平戸島西方沖の東シナ海で転覆。午前8時過ぎ頃に沈没した。乗組員は付近を航行していた僚船の第8大栄丸に8名が救助されるものの、行方不明者は漁労長、船長を含め12名を数えた。転覆の原因は、三角波やブローチングによるものではないかとの推測がなされている。

## 引き揚げ調査
引き揚げについてサルベージ会社が調査を進めたが、技術的な問題や多額の経費の負担が困難などの理由から同年5月1日に引き上げを断念。翌々日の5月3日には第11大栄丸事故現地合同対策本部（大栄水産、舘浦漁協、長崎県、平戸市）も解散した。
平戸市沖の第11大栄丸沈没事故で、船主の大栄水産（同市生月町）は19日、船体引き揚げと遺体収容に向けて行方不明者家族への説明会を開き、10月上旬に海上保安部が船内を捜索し、遺体を収容する見通しであることを明らかにした。
家族や関係者によると、大栄水産は、水深約20メートル付近まで船体を引き揚げて水中で船内捜索する計画だったが、工法を見直し、船体を台船上に引き揚げてから捜索するという。
引き揚げに向けては、作業を請け負う深田サルベージ建設（大阪市）が13日に現場海域で予備調査を開始しており、今後は無人潜水機による映像撮影が予定されている。また引き揚げと船内捜索の後、船体は県が魚礁化し海に沈めることが決まっている。
その後の9月24日に引き揚げが行われ、最終的に甲板員1人を除く11人の遺体が発見された。